# Prospero Provana
Prospero Provana, Prosper Prowana herbu własnego (ur. ok. 1520, zm. 20 września 1584 w Krakowie) – włoski szlachcic z Piemontu, kupiec i bankier krakowski, pierwszy kierownik poczty królewskiej w Polsce (1558–1562), sekretarz królewski Zygmunta Augusta (1570), starosta niegrodowy będziński, żupnik krakowski (1577–1580).
Do Polski przybył razem z bratem Traianem lub też w późniejszym czasie, za jego namową. Zajmował się handlem tkaninami, winem i solą, uzyskał polski indygenat. Zygmunt August powierzył mu organizację i kierowanie pocztą królewską, jak również na pewien czas pośrednictwo w przesyłaniu odsetek od sum neapolitańskich. Z nadania Stefana Batorego administrował żupami krakowskimi, zgromadził znaczny majątek ziemski i był właścicielem kilku kamienic w Krakowie, przewodząc tamtejszej kolonii włoskiej. Związany ze zwolennikami reformacji (być może ze względów wyznaniowych opuścił Piemont), był kalwinistą, utrzymywał także bliskie kontakty z antytrynitarzami, goszcząc u siebie między innymi Fausta Socyna. U schyłku życia dokonał jednak konwersji na katolicyzm.

## Życiorys

### Pochodzenie i przybycie do Polski
Pochodził z piemonckiej rodziny szlacheckiej, był synem Guglielma Provany lub Nicola Provany del Sabbione. Urodził się być może w Collegno, przypuszczalnie na początku lat 20. XVI wieku, dokładna data nie jest znana. Jako inne miejsce pochodzenie jego rodziny podaje się Carignano lub Caragnano.
Prawdopodobnie przybył do Polski razem ze swym starszym bratem Traianem lub też przyjechał później, za jego namową, na początku lat 50., kiedy w Piemoncie trwały prześladowania zwolenników reformacji zarządzone przez księcia Emanuela Filiberta – na takie tło i czas przyjazdu wskazuje fragment z dziennika podróży nuncjusza Ippolita Aldobrandiniego, który gościł w jednym z majątków Provany. Zapewne początkowo pozostawał w służbie królowej Bony. Stosunkowo szybko się zaaklimatyzował, a spore środki finansowe ułatwiły mu rozwijanie interesów, głównie obrotu tkaninami i winem oraz bankierstwa. W 1557 roku razem z bratem otrzymał polski indygenat, co może świadczyć o prędkim odnalezieniu się w nowym kraju. Prawdopodobnie nastawiony był na długi pobyt w Polsce.

### Kierownik poczty królewskiej
Swoją inteligencją i przedsiębiorczością zwrócił na siebie uwagę króla Zygmunta Augusta, był zresztą związany, podobnie jak brat, z kancelarią królewską (Prospero został wymieniony jako sekretarz królewski w Metryce Koronnej, w dokumencie z 4 września 1570 roku). Monarcha, prowadząc starania o otrzymanie spadku po matce, potrzebował regularnego kontaktu z Italią. W związku z tym koniecznym było zorganizowanie stałego połączenia pocztowego między Krakowem a Wenecją, na którego kierownika monarcha wyznaczył Provanę, w myśl przywileju Ordinatio postae Cracovia Venetias praeficitur z 18 października 1558 roku. Poczta miała kursować za pomocą rozstawnych koni. W dokumencie przewidziano, że całość kosztów (wyposażenia, personelu, pomieszczeń pocztowych i stacji na trasie) miał ponosić król, zaś dochody z opłat za przesyłki prywatne należało oddawać do skarbu królewskiego. Ponadto Provana był zobowiązany do przedstawiania rachunków za wydatki ponoszone przy prowadzeniu poczty. Przywilej nie określał jednak jego wynagrodzenia. Najpewniej tego zagadnienia dotyczyło osobne polecenie monarchy, wedle którego Prospero otrzymał roczną pensję w wysokości 300 złotych polskich. Kurierzy wyruszali z jednej z jego krakowskich kamienic (przy ulicy Floriańskiej lub w Rynku Głównym). Według Jana Ptaśnika krótka treść przywileju i niewielka liczba szczegółowych informacji to efekt braku jasnej koncepcji funkcjonowania poczty.
Provana kierował pocztą przez cztery lata, do 1562 roku. Brak jest szczegółów na temat jego działalności w tej roli, a brak dochodów z poczty może wskazywać, że nie szło mu najlepiej. Jako ostateczny powód cofnięcia nadanego Provanie przywileju wymienia się jego konflikt z rodziną Thurn-Taxisów, która kontrolowała połączenia pocztowe w Austrii, na Węgrzech i w Italii. W 1564 roku nie przeszkodziło mu to jednak najpewniej w poleceniu znanego sobie krakowskiego kupca, Pietra Maffona z Brescii (zm. 1575), na nowego kierownika poczty, który uzyskał przywilej powierzający mu to zadanie na 5 lat, z roczną pensją w wysokości 1500 talarów. Korespondencja miała być przewożona na linii Wilno–Kraków–Wenecja. Najprawdopodobniej Maffon nie poradził sobie z organizacją sprawnego funkcjonowania przedsiębiorstwa i na życzenie monarchy, jeszcze przed wygaśnięciem kontraktu, przekazał zadania Sebastianowi Montelupiemu (ten ostatni przywilej na tę działalność otrzymał w listopadzie 1568 roku).

### Działalność kupiecka
Kolejne zadanie zlecone mu przez Zygmunta Augusta również było związane ze sprawami włoskimi. W myśl dokumentu z 23 listopada 1569 roku Provana, z pomocą Wenecjanina Antonia de Angelis oraz innych włoskich bankierów i agentów królewskich w Neapolu, miał pośredniczyć w pobieraniu i przekazywaniu odsetek od sum neapolitańskich. Czynnikiem, który mógł przesądzić o powierzeniu mu tych obowiązków, były szerokie kontakty handlowe i stałe stosunki z włoskimi bankami. Nie wiadomo, jak długo się tym zajmował, ani czy otrzymywał za to dodatkowe wynagrodzenie, poza roczną pensją 200 skudów z sum neapolitańskich, przyznaną 22 VIII 1570 roku. W latach 60. zaangażował się w zabiegi, by uzyskać w Wenecji broń dla armii Jana Zápolyi, władcy Siedmiogrodu w okresie jego konfliktu z cesarzem Maksymilianem II.
Provana rozwinął intensywną działalność kupiecką w zakresie handlu winem i materiałami, do której wciągał swojego brata. Często prowadził interesy z kupcem wiedeńskim Jakubem Gastgebemem, jak również z Włochami osiadłymi w Krakowie, z którymi też toczył spory (np. w 1574 z Lodovikiem de Pello i Alessandrem Baldim).

### Solne interesy i żupnictwo krakowskie
Zaangażował się także w obrót solą, co z czasem zdominowało jego działalność kupiecką. Już za panowania Zygmunta Augusta współorganizował spółkę warzelniczą, która otrzymała przywilej od króla (potwierdzony następnie przez Henryka Walezego). Była to jedna z pierwszych tego rodzaju spółek w Polsce,  nie wiadomo jednak, czy w ogóle rozpoczęła swoją działalność, czy też może Włoch się z niej wycofał.
Na większą skalę przy wydobyciu i handlu solą zaczął działać za rządów Stefana Batorego, który był do niego przychylnie nastawiony, także za sprawą protekcji jego przyjaciół – Stanisława Cikowskiego i Jerzego Blandraty. W tak korzystnej sytuacji otrzymał 2 marca 1577 roku dzierżawę żup krakowskich na okres 3 lat, przy obowiązku corocznego uiszczania sumy 56 000 złotych polskich (oraz uregulowania należności za zapasy soli, które pozostały po poprzedniku, Hieronimie Bużeńskim). Sprawowanie urzędu żupnika przynosiło mu duże dochody, w samym pierwszym roku jego zysk miał osiągnąć wysokość 24 000 złotych. Podjął także próbę modernizacji kopalni, ogłaszając, że połowę dochodu odda osobie, która wprowadzi usprawnienia w wydobyciu soli. Na taką ofertę odpowiedział Włoch, Rocco Marconi, który wynalazł przyrząd, ułatwiający wydobycie solnych bałwanów. Żupnik uzyskał aprobatę monarchy dla tego projektu, jednak nie wiadomo, czy w końcu doczekał się on realizacji.
20 sierpnia 1578 roku król zawarł z Provaną nową umowę, licząc na większe dochody. W jej myśl żupnik miał otrzymywać 2000 złotych rocznie i zostać dopuszczonym do udziału w zyskach, jeśli wpłaciłby do skarbu królewskiego 80 000 złotych dodatkowego dochodu z potrąceniem kosztów pensji i napraw. By zachęcić go do sumiennego wypełniania obowiązków, określono, że w pierwszym roku jego zysk mógł sięgnąć połowy dodatkowego dochodu, a w latach następnych jednej dziesiątej części. Królewskie nadzieje pozostały niezrealizowane, bowiem wpływy z kopalni (za okres od 18 września 1578 do 18 marca 1580) sięgnęły tylko połowy oczekiwanej kwoty. W marcu 1580 roku Provana zrezygnował z administracji żup. Przyczyny jego odejścia, w połowie trzyletniej dzierżawy, pozostają nieznane.
Oceny działalności Provany jako żupnika pozostają rozbieżne. Jego krytycy zarzucali mu rabunkową gospodarkę salinami, co może potwierdzać rewizja ich stanu z końca 1580 roku, wskazująca na opłakaną sytuację. Adolf Pawiński w pracy Skarbowość w Polsce i jej dzieje za Stefana Batorego podaje, że Włoch złym zarządzaniem doprowadził do uderzającego spadku dochodów z żup. Szczególnie gwałtowne obniżenie zysków miało nastąpić po zmianie formy zarządu w 1578 roku, na którą król się zgodził, zachęcony wcześniejszym dobrym bilansem. Inaczej oceniał sytuację Jan Ptaśnik. Wedle niego Provana objął kopalnie po słabym, mało energicznym w działaniu poprzedniku, wykazując energię przy ich modernizacji, a notowany za jego czasów spadek dochodów i tak przewyższał wpływy z okresu żupnictwa Bużeńskiego. Przy rezygnacji otrzymał także od króla podziękowania oraz poświadczenie dobrego wypełniania obowiązków. Jerzy Wyrozumski również pozytywnie przedstawił jego działalność, wskazując na wyraźną przedsiębiorczość i gospodarność oraz podjęcie kroków w celu zwalczania nielegalnych warzelni soli, których istnienie uderzało w dochody żup. Podobnie włoski historyk Lucio Biasiori przypisał mu przejrzyste zarządzanie i wykazanie się walorami znakomitego administratora.
Podczas sprawowania urzędu żupnika Provana zajmował się także prywatnymi przedsięwzięciami związanymi z wydobyciem soli, w których pomagało mu zajmowane stanowisko. Najpewniej w ramach pierwszego kontraktu uzyskał uprawnienia do rozwijania takiej działalności, na co wskazuje prawie dwukrotne podwyższenie dochodów z żup w ciągu pierwszego roku. Wiadomo, że był bardzo czynny w intensywnym wówczas ruchu zakładania nowych warzelni soli, położonych z dala od żup krakowskich. 11 kwietnia 1577 roku jego spółka, z udziałem Cikowskiego i Floriana Morsztyna, bachmistrza wielickiego, uzyskała przywilej na wybudowanej nowego szybu w Wieliczce w celu pozyskiwania soli rumowej. Wykonano go, ponosząc duże koszty. Został otwarty 9 września tego samego roku. Nie wiadomo, czy Włoch założył warzelnię soli, dla której ten szyb stanowiłby podstawę surowcową. Być może tak jemu, jak i jego wspólnikom wystarczyła  możliwość obrotu wszelakimi rodzajami soli, które wydobywano razem z solą rumową, co przewidywał przywilej królewski w charakterze rekompensaty za poniesione koszty.
Oprócz tego założył warzelnie soli – w Stężycy nad Wieprzem, w Będzinie (razem ze starszym krakowskiej gminy żydowskiej, Joachimem Ezdraszem) oraz w Bydgoszczy (z Jakubem Rokossowskim i Szymonem Ługowskim, prepozytem miechowskim). Pierwsza z nich powstała późnym latem 1577 roku, druga we wrześniu tego samego roku, a trzecia w ramach spółki z około połowy września 1579 roku. Także w związku z tymi przedsięwzięciami Provana występował przeciw nielegalnym warzelniom.
Szczególnie istotną dla niego była warzelnia w Będzinie, zlokalizowana na ważnym szlaku handlu solą, łączącym żupy ze Śląskiem, co ułatwiało zarówno sprzedaż, jak i dowóz surowca. Przedsiębiorstwo to miało cechy prywatnego interesu, Provana nie przedstawiał z niego żadnych rozrachunków skarbowi państwa. Choć miało pozostawać w jego rękach tylko w czasie kiedy był żupnikiem, to nie przewidywano jego przejęcia przez skarb lub następcę na urzędzie. Dostarczany surowiec pozostawał zwolniony ze wszelkich ceł, Provana płacił za niego jedynie na miejscu, w żupie, odpowiednio obliczoną cenę. Zapewne wynikało to z faktu, że ówcześnie nie wypracowano jeszcze zasad udziału państwa w czystych zyskach warzelni (co nastąpiło w 1580 roku, kiedy określono jego wysokość na jedną czwartą).
Będzińskie przedsiębiorstwo przypuszczalnie działało dobrze, po rezygnacji ze stanowiska żupnika Włoch kontynuował prowadzenie go, być może do jakiegoś określonego terminu. Zresztą zgromadził tam spore ilości soli rumowej, zapewne zgodnie z niezachowaną umową, w myśli której specjalnie wyznaczono mu czas na wywózkę surowca. Sprzedał (względnie poddzierżawił) warzelnię, wraz ze starostwem będzińskim, Gian Battiście Cettisowi, krewniakowi i przyjacielowi. Dalsze funkcjonowanie przedsiębiorstwa, przyciągającego sporo kupców ze Śląska, uderzało teraz w interesy żup krakowskich i wywołało reakcję żupnika Sebastiana Lubomirskiego. W efekcie jego interwencji 12 marca 1581 roku kancelaria królewska wystawiła pisma, kierowane do Provany i Cettisa, które miały zakończyć jej działalność. Ostatecznie jednak dochodowa warzelnia, która pochłonęła też znaczne nakłady, została przeniesiona do niezbyt odległego od Śląska Ujejsca w księstwie siewierskim, które cieszyło się odrębnością w stosunku do reszty państwa, przez co władza i wpływy żupnika tam nie sięgały. Doszło do tego za sprawą Provany, jeszcze w 1581 roku, lub w latach 90., już po jego śmierci.
Jeśli chodzi o pozostałe warzelnie, to założoną w Stężycy posiadał do 22 października 1580 roku. Przedsiębiorstwo bydgoskie zaprzestało działalności w tym samym roku, choć umowa spółki, która je założyła, miała obowiązywać przez cztery lata. Było to efektem śmierci Rokossowskiego, jednego ze wspólników, jak i rezygnacji Provany z funkcji żupnika, co utrudniło rozwój warzelni, do której sól rumowa miała płynąć z żup krakowskich. Być może Włoch wycofał się wówczas z tej spółki. Ostatecznie warzelnia została zakupione przez Stanisława Lubomirskiego i kasztelana nakielskiego Stefana Grudzińskiego.

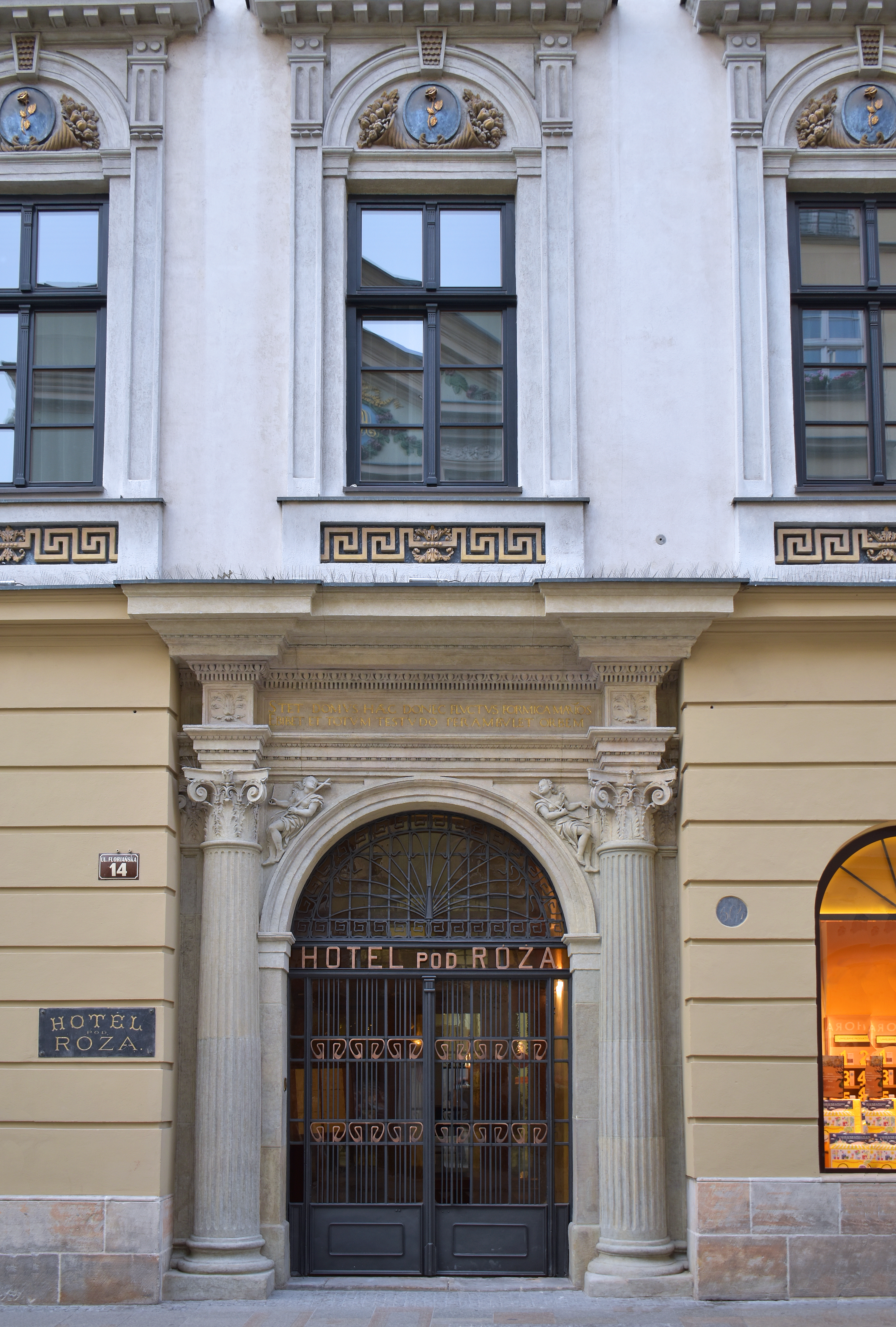
Renesansowy portal dawnej kamienicy Provany przy ulicy Floriańskiej

### Majątek i pozycja społeczna
Działalność na wielu polach, mimo różnorakich trudności, przyniosła mu spore korzyści finansowe. Provana zgromadził znaczny majątek ziemski w Małopolsce, głównie dzięki inwestowaniu środków z handlu i udzielaniu szlachcie pożyczek pod zastaw wsi, z których czerpał dochody lub przejmował je na własność. Jednym z jego największych dłużników był Stanisław Szafraniec z Pieskowej Skały – wkrótce po 1560 roku zastawił Włochowi wieś Rogów, lecz w ciągu następnych lat zadłużenie rosło, więc w 1582 roku Provana otrzymał od niego intromisję na Rogów oraz (położone w sąsiedztwie) Wyszogród, Kobylę, Chrostowiczę i Wolę. Wśród innych pożyczkobiorców tylko z lat 70. można wymienić między innymi: króla Henryka Walezego (ponad 6000 złp), kasztelana podlaskiego Macieja Sowickiego (na sumę 5000 złp), kasztelana sądeckiego Jana Cikowskiego (3000 złp), starostę sandomierskiego Andrzeja Firleja (5000 złp). Ponadto otrzymał w użytkowanie wsie Kokoszów w ziemi krakowskiej (od Hieronima i Andrzeja Morskich), Nadzów (od Joachima Glinicza), Budziejowice i Piotrkowice (od Mikołaja Dłuskiego za 17 000 złp), zaś w 1579 roku z rąk Abrahama i Jana Lasockich przejął Pamięcice, Pałecznicę i pustą wieś Biedzinę.
Dzierżawił także starostwo niegrodowe będzińskie, od 11 marca 1570 roku, kiedy synowie i bratankowie kasztelana krakowskiego Marcina Zborowskiego scedowali na niego tę tenutę. Sprzedał ją lub poddzierżawił Cettisowi w końcu 1579 lub na początku 1580 roku. Już w następnym roku odzyskał starostwo, Cettis scedował je 6 marca 1581 roku i pozostało w rękach Prospera Provany do jego śmierci. Wedle rejestru poborowego z 1581 roku do Provany należało sześć wsi w powiecie proszowickim, osiem lat później jego spadkobiercy dzielili między siebie wsie: Bolów, Ilkowice, Sudołek, Budziejowice, Lasów (Łaszów), Nadzów, Piotrkowice, Rogów oraz część Pamięcic.
W Krakowie użytkował lub był właścicielem kilku kamienic, często na zasadzie zastawu – jednej przy Wiślnej (1565), kolejno trzech przy Rynku Głównym (1562–1568), jednej przy Sławkowskiej (1571), dwóch przy Rynku Głównym (zakupionych od Mikołaja Tarnowskiego i Jana Myśliszewskiego), jednej przy Szewskiej (zakup od Kacpra Maciejowskiego w 1578) i jednej przy Floriańskiej.
Provana pełnił funkcję patrona i przywódcy społeczności włoskiej w Krakowie, łagodził zatargi, czuwał nad realizacją testamentów oraz sprawował opiekę nad sierotami i ich majątkami. Wydaje się, że w porównaniu do swojego brata wykazywał się większą dynamiką w interesach, jak i konsekwencją w podejmowaniu nowych wyzwań. Szeroka działalność bankierska przyczyniła się do umocnienia jego pozycji i uzyskania wpływów także poza społecznością włoską. Zakupy kamienic, a przede wszystkim majątków ziemskich, wskazują na dobrą orientację w miejscowym systemie wartości oraz chęć pełnej asymilacji.

### Sprawy wyznaniowe
Przeszedł na kalwinizm, zapewne na początku lat 50., choć prawdopodobnie już wyjazd z Piemontu wynikał z powiązania z reformacją. W 1558 roku uczestniczył w synodzie kalwinistów w Książu Wielkim, podczas którego prosił z bratem o przydzielenie prywatnego kaznodziei. Brał także udział w synodzie pińczowskim (7 sierpnia 1559). Od 1560 roku utrzymywał bliski kontakty ze Stanisławem Budzińskim, pierwszym historykiem ruchu reformacji w Polsce, który przez pewien czas mieszkał w jego domu. Przyjaźniąc się z Blandratą, Provana stał się opiekunem zwolenników antytrynitaryzmu, goszcząc ich u siebie w Krakowie lub Rogowie – Gianpaola Alciatiego (1561), Giovanniego Valentina Gentilego (1561?) i Bernardina Ochino (1564; rok później był egzekutorem jego testamentu). Służył też jako pośrednik między Blandratą, po jego wyjeździe do Siedmiogrodu, a małopolskim zborem antytrynitarskim. W latach 70. i 80. jego gośćmi byli także Andrzej Dudycz, Niccolò Buccella, Gianmichele Bruto, Faust Socyn, Giovanni Bernardino Bonifacio czy Francesco Pucci. Trudno jednak określić, czy w pełni podzielał ich poglądy wyznaniowe. W 1580 roku w jego domu miała się odbyć głośna dysputa religijna antytrynitarzy, kalwinistów i katolików, z udziałem Piotra Skargi.

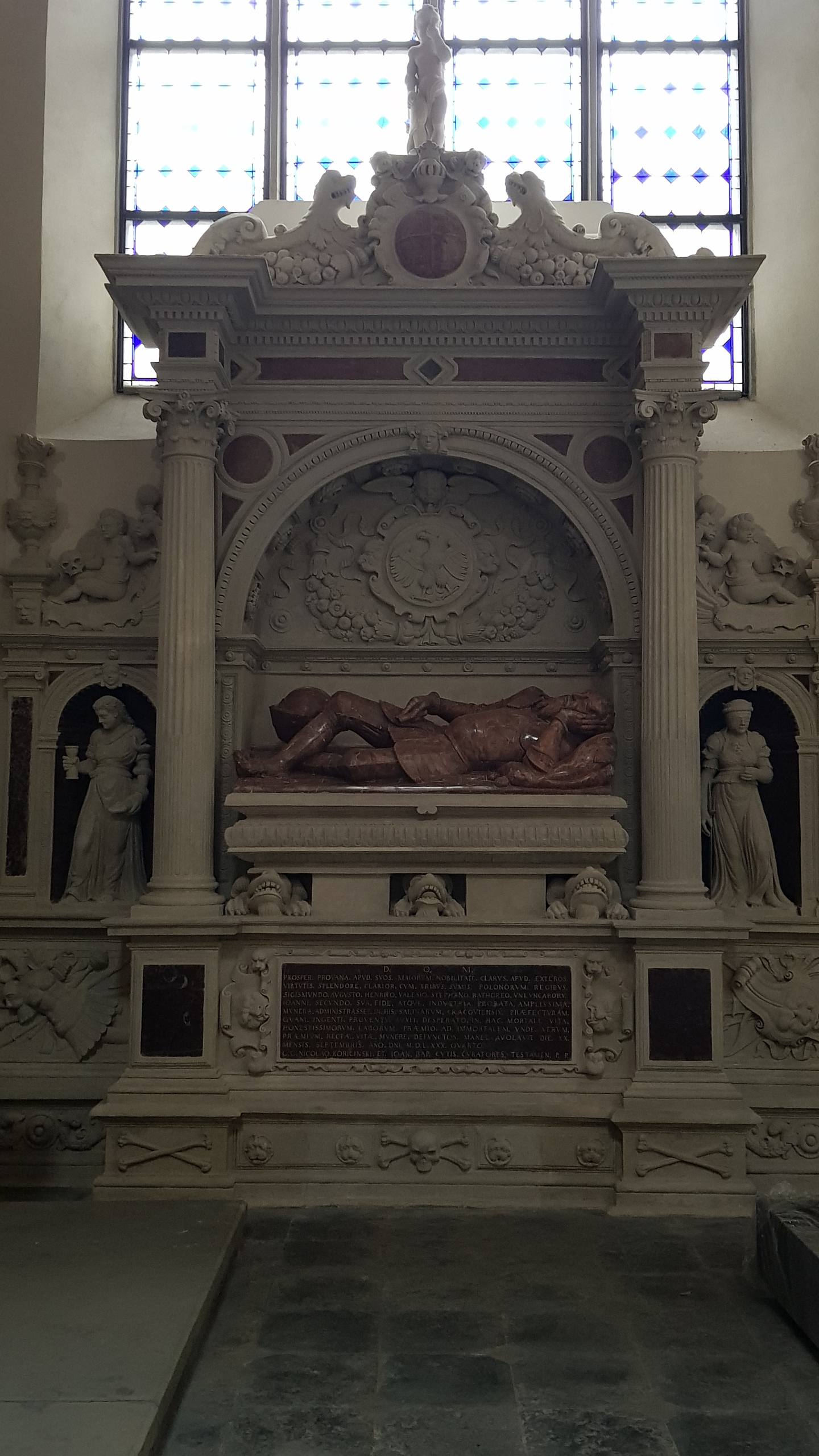
Nagrobek Provany w kościele Dominikanów

Odgrywał także pewną rolę jako mecenas twórczości humanistycznej. Antonio Maria Nigrisoli zadedykował mu drugie wydanie tłumaczenia Georgik, opublikowane w Wenecji w 1552 roku. Prospero wpłynął także na powstanie Polonicae grammatices institutio Piotra Stoińskiego (1568), uznawanej za pierwszą gramatykę języka polskiego. W dedykacji, kierowanej do Dudycza, autor napisał: „dołożyłem wszelkich starań (...) a namową przyjaciół, a szczególnie Prospera Provany, najsławniejszego męża i względem mnie bardzo zasłużonego (...)”.
Na przynależność Provany do obozu różnowierców z niepokojem zwracał uwagę Stanisław Hozjusz, podejrzewając go o przejmowanie swojej korespondencji. Jednak z upływem czasu Włoch zaczął przejawiać skłonność do wyrzeczenia się poparcia dla reformacji i dotychczasowych poglądów wyznaniowych, być może pod wpływem zmęczenia oraz zaniepokojenia ciągłymi sporami religijnymi i chaosem wśród protestantów, jak również ze względu na naciski ze strony katolików, głównie zaś jezuitów. W 1581 roku nuncjusz Giovanni Andrea Caligari podjął starania o uzyskanie uprawnień do udzielenia mu absolucji, jednak Provana wahał się, podobno pod wpływem żony, gorliwej kalwinistki. Wedle relacji nuncjusza Alberta Bolognettiego z 1583 roku w jego domu odbywały się częste spotkania poświęcone kwestiom teologicznym i innym, cieszył się też poważaniem wśród „włoskich heretyków”, którzy często go odwiedzali, utrzymując z nim także kontakt listowny. Synów zamierzał jednak wysłać na studia do Włoch, by zostali wychowani na katolików. Ostatecznie doszło do jego konwersji, co potwierdził w czerwcu 1584 roku Antonio Possevino, donosząc do Rzymu, że odwołanie dotychczasowych przekonań i złożenie katolickiego wyznania wiary przez Provanę nastąpiło w obecności innego jezuity, Stanisława Warszewickiego.

### Śmierć i pochówek
Provana u schyłku życia nosił się z zamiarem wyjazdu do Włoch i osiedlenia się w Wenecji. Od 1583 roku miał stałe problemy zdrowotne. Zmarł 20 września 1584 roku. Spoczął w kaplicy św. Józefa w krakowskim kościele Dominikanów. Egzekutorzy jego testamentu – żupnik krakowski Mikołaj Koryciński i krewniak Gian Battista Cettis – wystawili mu okazały, manierystyczny pomnik nagrobny, wykonany z piaskowca i marmuru, z rzeźbą zmarłego przedstawionego w pozie sansovinowskiej.

### Małżeństwo i potomstwo
Poślubił Elżbietę, córkę Jana Irzykowicza, dziedzica na Bacikach i starosty mielnickiego, z którą miał czworo dzieci:
- Oktawiana (zm. 1591), starostę będzińskiego[38];
- Samuela (zm. 1591)[38];
- Barbarę, która w grudniu 1590 roku poślubiła Samuela Andrzeja Dembińskiego, kasztelana bieckiego. Z małżeństwa doczekała się siedmiu córek. Dzierżawiła z mężem starostwo będzińskie w latach 1584–1591, po śmierci brata i rodziców. 14 maja 1593 roku otrzymała potwierdzenie dożywotniego posiadania tenuty dla siebie i Samuela. Odziedziczyła także kamienicę przy Floriańskiej. Zmarła  w 1621 roku[r][47];
- Bonę[38].

## Upamiętnienie w 2008
W 2008 roku obchodzono jubileusz 450-lecia Poczty Polskiej. Z tej okazji wyemitowano specjalny blok trzech znaczków, zaprojektowany przez Macieja Jędrysika. Umieszczono na nim jako tło historyczne panoramy Krakowa i Wenecji z epoki nowożytnej oraz wizerunki króla Zygmunta Augusta, Prospera Provany i Sebastiana Montelupiego. Na znaczku z podobizną monarchy, jak również na kopercie FDC, znalazła się także reprodukcja przywileju dla Provany. Pamiątkowe znaczki, każdy o nominale 1,45 zł i nakładzie 500 tysięcy sztuk, weszły do obiegu 15 września 2008 roku.